# Thelymitra yorkensis
Thelymitra yorkensis är en orkidéart som beskrevs av Jeffrey A. Jeanes. Thelymitra yorkensis ingår i släktet Thelymitra och familjen orkidéer. Inga underarter finns listade i Catalogue of Life.